# Digitális kultúra
A digitális forradalom eredményeként kialakult digitális kultúra a digitális (számjegyekkel való) technológia  (műtan) által támogatott művelődés. A digitális platformon jött létre, illetve a digitális platformon létezik. Minden, a digitális platformon megjelenő elem a részét képezi, eltekintve attól, hogy digitalizálták vagy digitális úton hozták létre. A digitalizálás segítségével a már létrejött kulturális elemek elterjesztése lehetséges a digitális platformon. Másik módja az elemek létrehozásának a digitális platformon való létrehozás (mely a digitális kultúra legszélesebb részterületét képezi),amely magába foglalja többek között a közösségi valamint egyéni életet, üzleti tevékenységeket, kereskedelemmel illetve szórakozással kapcsolatos tevékenységeket, információkat is.
Ahhoz, hogy a digitális tartalmak felhasználhatóak, olvashatóak legyenek szükség van az információs írástudás képességére, valamint egy eszközre, amely lehetővé teszi a digitális kultúra elemeinek használatát. Az információs írástudás azon képesség amely lehetővé teszi a digitális platformon való értékteremtést. A technikai eszközök, melyek segítségével a digitális elemek használhatóak pedig a számítógépek, okostelefonok, digitális fényképezőgépek, táblagépek, valamint más konvergens eszközök.